# Daniel Hershkowitz
Daniel Hershkowitz (hebrejsky: דניאל הרשקוביץ Dani'el Herškovic, * 2. ledna 1953, Haifa, Izrael) je izraelský politik, matematik, rabín a bývalý poslanec Knesetu za stranu Židovský domov. V letech 2009 až 2013 zastával v izraelské vládě post ministra vědy a technologie.
Hershkowitz je rabínem v haifské čtvrti Achuza a profesorem matematiky na Technionu. V letech 2008 až 2012 byl předsedou strany Židovský domov, která byla součástí izraelské vlády. Ve volbách do Knesetu 2013 nekandidoval.
Je prezidentem Mezinárodní společnosti lineární algebry. Vystudoval Technion, kde získal titul bakaláře (1973), magistra (1976) i doktorát (1982).
Se svou ženou Šimonou žije v Haifě, mají pět dětí.